# Roasso Kumamoto
El Roasso Kumamoto és un club de futbol japonès de la ciutat de Kumamoto.

## Història
El club nasqué amb el nom de Nippon Telegraph and Telephone Corporation (NTT) Kumamoto Soccer Club l'any 1969. Ascendí a la lliga regional de Kyushu l'any 1983. Quan NTT fou privatitzada el 1985, el club fou reanomenat NTT Kyushu Soccer Club i el 1999 adoptà el nom NTT West Kumamoto Soccer Club quan la companyia NTT es dividí en NTT West i NTT East. Ascendí a la JFL el 2001 la companyia NTT deixà el club i aquest esdevingué Alouette Kumamoto. L'any 2005 adoptà el nom Rosso Kumamoto i tornà a la JFL després d'uns anys en categories regionals. L'1 de gener de 2008 ingressà a la J. League i adoptà el nom Roasso Kumamoto.